# Culicoides clintoni
Culicoides clintoni är en tvåvingeart som beskrevs av Boorman 1984. Culicoides clintoni ingår i släktet Culicoides och familjen svidknott. Inga underarter finns listade i Catalogue of Life.